# Stazione di Musashi-Nitta
La stazione di Musashi-Nitta (武蔵新田駅?, Musashi-Nitta-eki) è una stazione ferroviaria di Tokyo che si trova a Ōta ed è servita dalla linea Tōkyū Tamagawa della Tōkyū Corporation.

## Linee
Tōkyū Corporation
 Linea Tōkyū Tamagawa

## Struttura
La stazione è costituita da due binari passanti in superficie, con due marciapiedi laterali.
Dal momento che questi ultimi dispongono ciascuno di varchi indipendenti, una volta entrati non è possibile passare alla direzione opposta.
Da questa stazione si dirama un binario di servizio collegato a un'officina di manutenzione.
| 1 | ● Linea Tamagawa |  | per Kamata                  |
| 2 | ● Linea Tamagawa |  | per Shimo-Maruko e Tamagawa |

## Stazioni adiacenti
| «                    | Servizio             | »                    |
| Linea Tōkyū Tamagawa | Linea Tōkyū Tamagawa | Linea Tōkyū Tamagawa |
| -------------------- | -------------------- | -------------------- |
| Shimo-Maruko         | Locale               | Yaguchinowatashi     |